# Vera Drake
A Vera Drake 2004-ben bemutatott brit történelmi filmdráma, melyet Mike Leigh írt és rendezett. A főbb szerepekben Imelda Staunton,  Eddie Marsan, Daniel Mays és Phil Davis látható.
Világpremierje 2004. szeptember 6-án volt a  61. Velencei Nemzetközi Filmfesztiválon. A film pozitív kritikákat kapott és számos díjat, illetve jelölést szerzett. A 77. Oscar-gálán három kategóriában jelölték a díjra, az 58. BAFTA-gálán pedig tizenegy jelölésből nyert több díjat, köztük a legjobb rendezőnek és a legjobb női főszereplőnek járó elismeréseket.

## Cselekmény
Vera Drake az 1950-es évek Angliájában élő, munkásosztálybeli háziasszony. Hétköznapi hivatása mellett titokban egy törvénytelen foglalkozást is űz: bajbajutott fiatal lányoknak segít a magzatelhajtásban, amelyért nem fogad el pénzt, mert őszinte segítő szándék hajtja.
Amikor az egyik lány a beavatkozást követően kórházba kerül, a rendőrség nyomozni kezd és Vera élete hamarosan a darabjaira hullik.

## Szereplők
| Szerep          | Színész            | Magyar hang       |
| --------------- | ------------------ | ----------------- |
| Vera Drake      | Imelda Staunton    | Molnár Piroska    |
| Stan Drake      | Phil Davis         | Várkonyi András   |
| Sid Drake       | Daniel Mays        | Előd Álmos        |
| Ethel Drake     | Alex Kelly         | Nemes Takách Kata |
| Vera anyja      | Sandra Voe         |                   |
| Reg             | Eddie Marsan       | Vári Attila       |
| Frank Drake     | Adrian Scarborough | Galbenisz Tomasz  |
| Joyce Drake     | Heather Craney     | Orosz Helga       |
| Susan           | Sally Hawkins      |                   |
| Lily            | Ruth Sheen         |                   |
| Jessie Barnes   | Lesley Sharp       |                   |
| Pamela Barnes   | Liz White          |                   |
| Webster nyomozó | Peter Wight        | Csurka László     |
| Vickers nyomozó | Martin Savage      |                   |
| bíró            | Jim Broadbent      | Végh Ferenc       |
| Mr. Wells       | Simon Chandler     |                   |
| Mrs. Wells      | Lesley Manville    |                   |
| Mrs. Fowler     | Marion Bailey      |                   |

## Fogadtatás

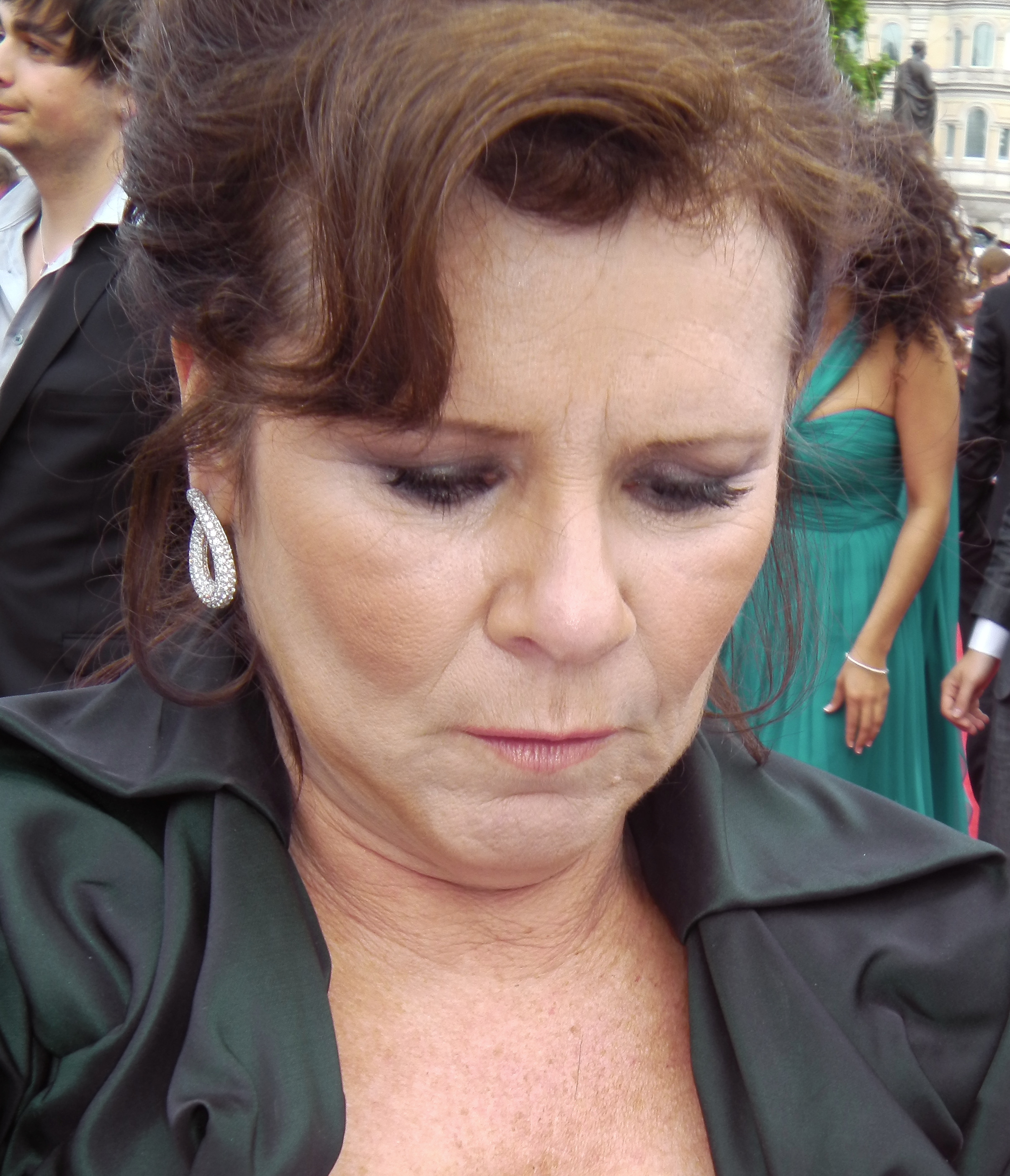
Imelda Staunton a címszereplő megformálásával kritikai elismerést, valamint számos díjat és jelölést szerzett.

### Kritikai visszhang
A Rotten Tomatoes 160 kritika összegzését követően 93%-os értékelést adott a filmre. A weboldal szöveges összefoglalója szerint: „Imelda Staunton áthatóan erőteljes alakításával a Vera Drake élénk emberséggel közelíti meg az abortusz vitatott témáját.”

### Fontosabb díjak és jelölések
| Díj                                          | Kategória                          | Jelölt                                            | Eredmény | Ref.  |
| -------------------------------------------- | ---------------------------------- | ------------------------------------------------- | -------- | ----- |
| Európai Filmdíj (2004)                       | legjobb színésznő                  | Imelda Staunton                                   | Elnyerte |       |
| Európai Filmdíj (2004)                       | legjobb film                       | Simon Channing Williams (producer)                | Jelölve  |       |
| 61. Velencei Nemzetközi Filmfesztivál (2004) | Arany Oroszlán díj                 | Mike Leigh                                        | Elnyerte |       |
| 61. Velencei Nemzetközi Filmfesztivál (2004) | Volpi Kupa (legjobb színésznő)     | Imelda Staunton                                   | Elnyerte |       |
| Oscar-díj (2005)                             | legjobb rendező                    | Mike Leigh                                        | Jelölve  | [ 6 ] |
| Oscar-díj (2005)                             | legjobb eredeti forgatókönyv       | Mike Leigh                                        | Jelölve  | [ 6 ] |
| Oscar-díj (2005)                             | legjobb női főszereplő             | Imelda Staunton                                   | Jelölve  | [ 6 ] |
| BAFTA-díj (2005)                             | legjobb film                       | Simon Channing Williams és Alain Sarde (producer) | Jelölve  | [ 7 ] |
| BAFTA-díj (2005)                             | kiemelkedő brit film               | Simon Channing Williams és Alain Sarde (producer) | Jelölve  | [ 7 ] |
| BAFTA-díj (2005)                             | legjobb rendező                    | Mike Leigh                                        | Elnyerte | [ 7 ] |
| BAFTA-díj (2005)                             | legjobb eredeti forgatókönyv       | Mike Leigh                                        | Jelölve  | [ 7 ] |
| BAFTA-díj (2005)                             | legjobb női főszereplő             | Imelda Staunton                                   | Elnyerte | [ 7 ] |
| BAFTA-díj (2005)                             | legjobb férfi mellékszereplő       | Phil Davis                                        | Jelölve  | [ 7 ] |
| BAFTA-díj (2005)                             | legjobb női mellékszereplő         | Heather Craney                                    | Jelölve  | [ 7 ] |
| BAFTA-díj (2005)                             | legjobb vágás                      | Jim Clark                                         | Jelölve  | [ 7 ] |
| BAFTA-díj (2005)                             | legjobb díszlet                    | Eve Stewart                                       | Jelölve  | [ 7 ] |
| BAFTA-díj (2005)                             | legjobb jelmeztervezés             | Jacqueline Durran                                 | Jelölve  | [ 7 ] |
| BAFTA-díj (2005)                             | legjobb smink/frizura              | Christine Blundell                                | Jelölve  | [ 7 ] |
| Golden Globe-díj (2005)                      | legjobb női főszereplő (filmdráma) | Imelda Staunton                                   | Jelölve  | [ 8 ] |

## Fordítás
- Ez a szócikk részben vagy egészben  a   Vera Drake című angol Wikipédia-szócikk ezen változatának fordításán alapul.  Az eredeti cikk szerkesztőit annak laptörténete sorolja fel. Ez a jelzés csupán a megfogalmazás eredetét és a szerzői jogokat jelzi, nem szolgál a cikkben szereplő információk forrásmegjelöléseként.